# Krčevine (Busovača, BiH)
Krčevine su naseljeno mjesto u općini Busovača, Federacija Bosne i Hercegovine, BiH.

## Stanovništvo

### 1991.
Nacionalni sastav stanovništva 1991. godine, bio je sljedeći:
ukupno: 410
- Hrvati - 409
- ostali, neopredijeljeni i nepoznato - 1

### 2013.
Nacionalni sastav stanovništva 2013. godine, bio je sljedeći:
ukupno: 379
- Hrvati - 377
- ostali, neopredijeljeni i nepoznato - 2